# Schistura beavani
Schistura beavani és una espècie de peix de la família dels balitòrids i de l'ordre dels cipriniformes.

## Morfologia
Els mascles poden assolir els 8 cm de longitud total.

## Distribució geogràfica
Es troba a la conca del riu Ganges a l'Índia, el Nepal i Bangladesh.

## Amenaces
En alguns indrets de la seua àrea de distribució s'enfronta a les amenaces de la pèrdua del seu hàbitat a causa dels desastres naturals i les interferències humanes.